# Surinaamse wilde augurk
De Surinaamse wilde augurk of distelkomkommer (Cucumis anguria) is familie van de komkommer en augurk. De vrucht wordt ook wel West Indische augurk, Burr augurk, Burr komkommer of maxixe genoemd en is lokaal bekend als badunga of cohombro. De plant komt waarschijnlijk oorspronkelijk uit Afrika.
De plant is een klimplant, die voornamelijk geteeld wordt voor de vruchten. De bladeren zijn echter ook eetbaar. De vrucht is 4-8 cm lang en 2-4 cm dik en is bedekt met zachte stekels. De vruchten zijn gewild in  Noordoost- en Noord-Brazilië voor het maken van cozido (vlees-groente-stamppot). De smaak komt overeen met die van komkommer maar met een nootachtige smaak. 

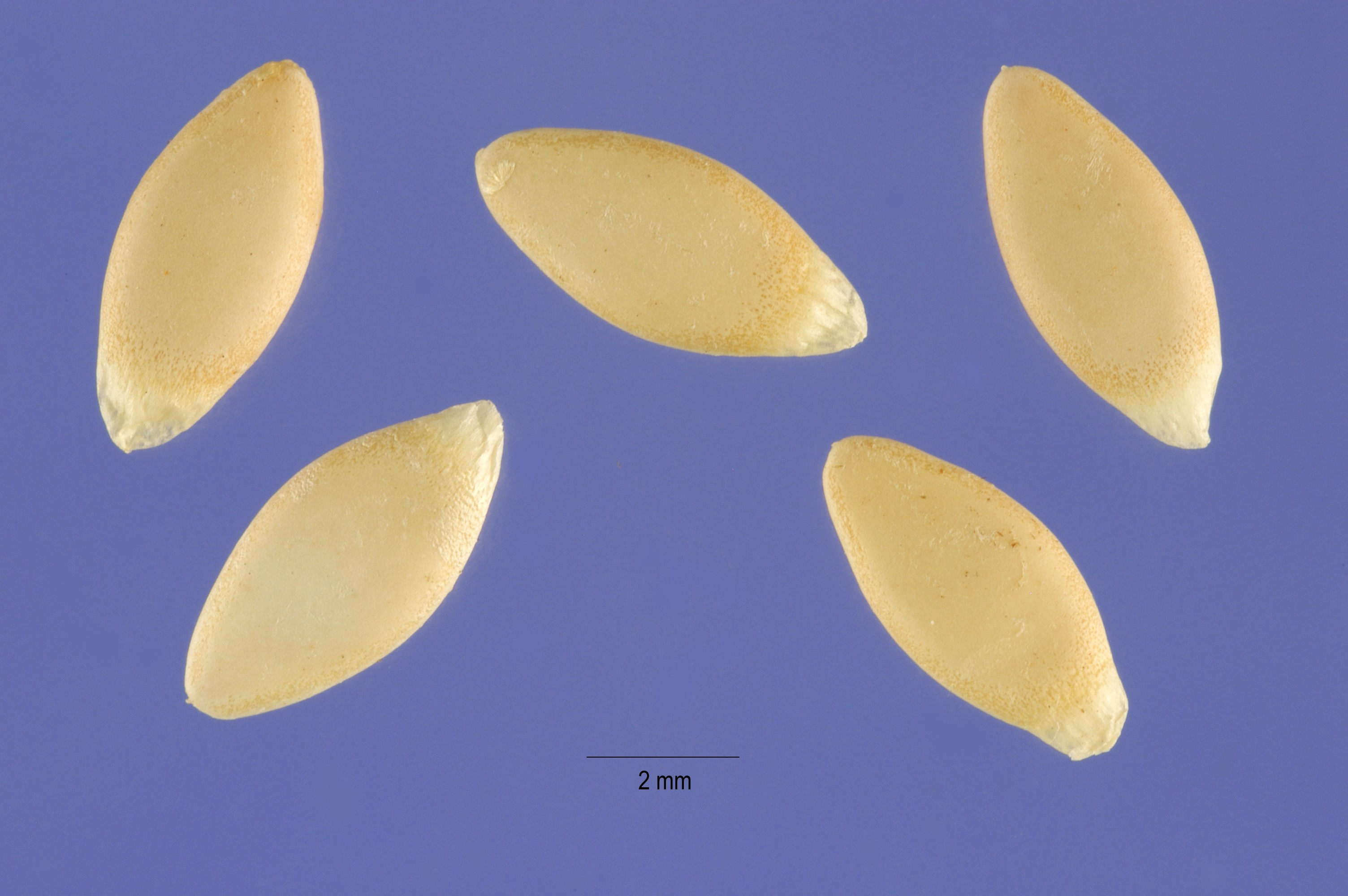
Zaden